# Седин, Даниэль
Даниэль Седи́н (швед. Daniel Sedin; род. 26 сентября 1980, Эрншёльдсвик, Швеция) — шведский хоккеист, нападающий, олимпийский чемпион 2006 года и чемпион мира 2013 года. Брат-близнец Хенрика Седина. Выступал за команду НХЛ «Ванкувер Кэнакс» вместе с братом.
На драфте НХЛ 1999 года был выбран в первом раунде под общим 2-м номером командой «Ванкувер Кэнакс».
2 апреля 2018 года, вместе со своим братом Хенриком объявили о завершении игровой карьеры после сезона 2017/18.
В 2022 году вместе с братом-близнецом был включён в Зал хоккейной славы.

## Статистика
| Легенда | Легенда                    | Легенда | Легенда                   | Легенда | Легенда    |
| ------- | -------------------------- | ------- | ------------------------- | ------- | ---------- |
| И       | Количество проведённых игр | Штр     | Штрафное время            | +/−     | Плюс-минус |
| Г       | Голы                       | П       | Голевые передачи          | О       | Очки       |
| -       | Статистика неизвестна      | —       | Статистика не учитывалась |         |            |

## Достижения

### Швеция
| Награда                                       | Год                              |
| --------------------------------------------- | -------------------------------- |
| Лучший игрок чемпионата Швеции                | 1999 (вместе с Хенриком Седином) |
| Серебряный призёр чемпионата Швеции           | 1999, 2000                       |
| Викинг Эворд (лучший шведский хоккеист в НХЛ) | 2011                             |
| Спортсмен года в Швеции                       | 2011 (вместе с Хенриком Седином) |

### Международные
| Награда                          | Год        |
| -------------------------------- | ---------- |
| Олимпийский чемпион              | 2006       |
| Чемпион мира                     | 2013       |
| Бронзовый призёр чемпионата мира | 1999, 2001 |

### НХЛ
| Награда                                     | Год        |
| ------------------------------------------- | ---------- |
| Арт Росс Трофи                              | 2011       |
| Тед Линдсей Эворд                           | 2011       |
| Кинг Клэнси Трофи                           | 2018       |
| Первая символическая сборная всех звёзд НХЛ | 2011       |
| Вторая символическая сборная всех звёзд НХЛ | 2010       |
| Участник матча всех звёзд НХЛ               | 2011, 2012 |